# ارسانه
اَرسانه یا آرسان (پارسی میانه: Narsehduxt) یکی از زنان نجیب‌زاده ساسانی در سده سوم میلادی و همسر شاهنشاه نرسه بود.

## زندگی
ارسانه همسر نرسه بود. او در جنگ ساتالا به دست سپاهیان تحت سلطه گالریوس رومی افتاد. نرسه با فرستادن سفیری به نام افربان سعی در بازگرداندن او کرد. پس از مذاکرات بسیار ارسانه به ایران بازگردانده و در ادامه عهدنامه نصیبین منعقد شد. در منابعی همچون کریستنسن، نام همسر نرسه «آرسان» گفته شده‌ است.